# Szarkofág

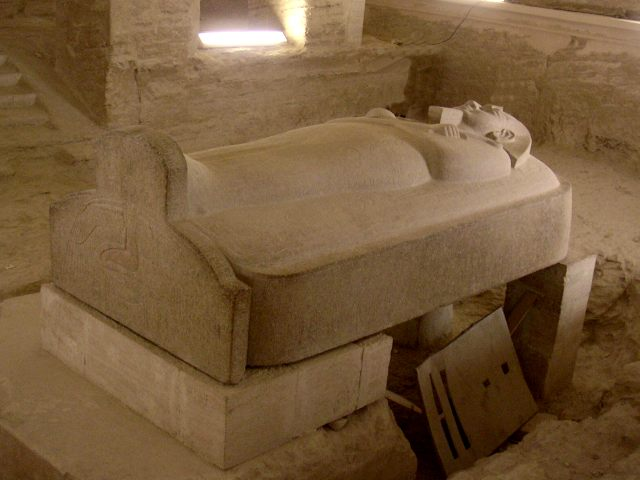
Merenptah fáraó kőszarkofágja

A szarkofág görög eredetű összetett szó, melynek első fele (sarks) húst (v.ö. sarcoma, szarkóma) második része a fág (fagia) az emésztést jelenti, így a kifejezés értelmező fordítása a testemésztő. A görög szarkofág kőből készült koporsó (szarkofágosz litosz), melyben a test elporlad.
Egyiptomban a szarkofág már az óbirodalom idején használatos volt. Egyiptomból terjedt el használata Lükiában és Föníciában. Az etruszkoktól főleg égetett agyagból készült szarkofágok maradtak ránk, ezek tetején a halott, s gyakran feleségének félig fekvő alakja is látható. A Kr. e. 5. századtól kezdve a görög szarkofágok mind magasabb művészi színvonalon álltak. Legszebb az antik templomra emlékeztető formájú szarkofág, amelynek dór oszlopközeiben siránkozó asszonyok domborművű alakjai láthatók. Ez és a bécsi (császári) udvar múzeumában őrzött Amazon-szarkofág a Kr. e. 4. századból valók.
A rómaiaknál Kr. e. a 2. századig a halottégetés általános volt, s csak innentől kezdve lett divatos a szarkofág, ezeknek legtöbb példánya maradt is ránk. A szegény ember megelégedett az egyszerű homokkőszarkofággal, a gazdagokét nemesebb kőből faragták ki, s művészi díszítményekkel látták el, mint pl. Szent Helénának a Vatikánban őrzött kőkoporsóját. A szarkofág domborművű ábrázolásai, amiket rendszerint annak három oldalán alkalmaztak, gyakran zsánerkép-szerűek; hétköznapi jeleneteket ábrázolnak vagy mitológiai alakokat, legtöbbször a mulandósággal, a túlvilági élettel kapcsolatba hozhatókat.
A Magyar Nemzeti Múzeum udvarán látható szarkofágok egyike a halál géniuszait tünteti föl. A többi, hol alakokkal, hol pusztán ornamentikával ékes vagy teljesen egyszerű szarkofág Aquincumban került felszínre. Alakjuk hosszúkás, lefelé vékonyodó, belül kivájt, négyszögletes kőláda, amelyet tömör, nyeregtető-alakú s sarkain szögletesen kidudorodó fedél takar. A középkorban is használatos volt a szarkofág, ez talapzaton áll, bronzba öntve is előfordul, a neve tumba (a sír latinul). A reneszánsz síremlékeit hol szabadon, hol pedig fülkében találjuk, s miként már a középkorban is, holttestet nem tartalmaznak, pusztán szimbolikus rendeltetése van.
Hazánkban nevezetesebb ilyen jellegű emlékek: szentgyörgyi Bazini György gróf vörösmárvány koporsója a pozsonyszentgyörgyi templomban, a Hunyadiaké a gyulafehérvári székesegyházban és Rákóczi Zsigmondé a szerencsi templomban.
A 19. században Franciaországban ismét régi feladatát teljesítette Napóleon császár és más előkelő emberek nyughelye, valamint a párizsi Panthéonban levő sírok, szarkofágok.